# 恋渕桃奈
恋渕桃奈（日语：／ Koibuchi Momona，1999年3月3日—） 是日本一位AV女優 。她是生命提升以及SOD独创成員。公務員轉職AV女優，於2022年4月21日出道。